# Стратешки концепт одбране и одбрамбени заштитни системи
Политика националне безбедности је владин приступ безбедности, њена очекивања и напори ка њиховом достизању. Заснива се на извесном, прихваћеном доктринарно-практичном приступу безбедности, а развија се у оквиру међународног и националног права и политичко-стратегијских докумената. У политици безбедности садржани су друштвена функција, начин организовања и неопходна својства система безбедности. 
Политика безбедности остварује се кроз: уставно-правни систем, стратегију националне безбедности и друге стратегије, националне планове акција, свакодневну и тзв. ad-hoc политику у хитним ситуацијама, политичке одлуке извесних државних органа (председника, влада, парламента, министарстава), одлуке управљачких структура националног система безбедности заснованим на инструкцијама државних органа, или на законским овлашћењима, механизмима међународне сарадње итд.
Као најважнији циљеви политике националне безбедности истичу се: унапређење безбедности грађана, друштва и државе, јачање институција националне безбедности, превентивно деловање кроз спровођење ефикасних мера и активности, као и адекватно решавање ризика и претњи безбедности ради заштите националних интереса.
Стратегија државе је опште и интегрално програмско становиште за очување и достизање највиших националних (државних) вредности и интереса, уз ангажовање целокупних умних, духовних и материјалних потенцијала државе ради њене заштите и успешног развоја, кроз остваривање дефинисаних циљева у миру и рату. У практичном погледу, стратегија државе је општа идеја о реалном и/ или виртуелном усмеравању политичке, економске и војне моћи државе ради заштите и достизања највиших националних (државних) интереса кроз реализовање посебних и појединачних стратегија.
Члан 4, став 1, тачка 14 Закона о одбрани, Службени гласник РС, бр. 116/ 2017. Република Србија није усвојила стратегију државе (националну стратегију) као највиши хијерархијски документ, који би логично требало да садржи експлицитно назначене националне вредности које се штите, националне интересе које треба остварити и циљеве које треба досегнути у одређеном периоду, а управо би таква стратегија требало да буде полазиште за настанак хијерархијски нижих докумената.
Стратегија националне безбедности је целовит и релативно трајан програм чијом реализацијом треба да се оствари спољна и унутрашња безбедност државе у миру и рату, кроз ефикасно супротстављање безбедносним изазовима, ризицима и претњама. Треба је разликовати од стратегије одбране и војне стратегије.
Стратегија одбране (подсистем стратегије државе и стратегије националне безбедности) јесте програмско становиште о ангажовању свих националних субјеката, капацитета и ресурса у одбрани виталних друштвених и државних вредности и интереса од војних претњи.
Војна стратегија (подсистем стратегије државе и стратегије одбране) јесте програмско становиште о начину остваривања уставне улоге војске у заштити националних вредности и интереса, односно основне смернице за припрему и ангажовање војске, укључујући и смернице за припрему осталих сегмената друштва, чије је деловање у функцији остваривања њене основне улоге.

## Стратегија националне безбедности Републике Србије
У садржинском смислу, Стратегија даје анализу окружења Републике Србије, идентификује изазове, ризике и претње безбедности, утврђује националне интересе, одређује циљеве, основна начела и елементе политике националне безбедности и дефинише структуру, начела функционисања и одговорности у оквиру система безбедности. Основно полазиште Стратегије чине поштовање људских права, економски просперитет, социјална стабилност, развој демократије и владавина права, проевропска спољна политика и унапређење односа и сарадње с најутицајнијим субјектима међународне заједнице, суседним државама и осталим државама у региону.

Стратегија националне безбедности се састоји из пет поглавља: 
1. Безбедносно окружење;
2. Изазови, ризици и претње националној безбедности;
3. Национални интереси у области безбедности;
4. Политика националне безбедности;
5. Систем националне безбедности.

Окружење Републике Србије анализира се са глобалног, регионалног и са аспекта безбедности Републике Србије.
Изазови, ризици и претње безбедности Републике Србије разврстани су на изазове, ризике и претње безбедности који су војне и невојне природе. 
Војне претње су опасност од оружане агресије, оружана побуна и спорови са употребом силе. 
Као најважнији невојни изазови, ризици и претње безбедности Републике Србије идентификовани су: противправно једнострано проглашена независност Косова и Метохије, тероризам, национални и верски екстремизам, организовани криминал, корупција, проблеми економског развоја, неравномеран привредни и демографски развој, нерешен статус избеглих, прогнаних и интерно расељених лица са простора Републике Хрватске, Републике Босне и Херцеговине и Аутономне Покрајине Косово и Метохија и њихов тежак положај, недовршен процес разграничења између држава некадашње СФРЈ, неконтролисано трошење природних ресурса и угрожавање животне средине, последице елементарних непогода и техничких и технолошких несрећа, као и угрожавање животне средине и здравља грађана, наркоманија и деловање верских секти, опасности повезане са појављивањем и ширењем инфективних болести код људи и зараза код животиња, високотехнолошки криминал и угрожавање информационих и телекомуникационих система. Највећом претњом безбедности Републике Србије сматра се противправно једнострано проглашена независност Косова и Метохије.
Национални интереси Србије у области безбедности израз су виталних вредности и потреба грађана, народа и државе и произилазе из највиших вредности које су утврђене Уставом РС. Република Србија основним националним вредностима сматра, пре свега, независност, суверенитет и територијални интегритет, слободу, једнакост, изградњу и очување мира, владавину права, демократију, социјалну правду, људска права и слободе, националну, расну и верску равноправност и равноправност полова, неповредивост имовине и очување животне средине. Националне вредности штите се остваривањем националних интереса.

## Стратегија одбране Републике Србије
Садржински, у Стратегији одбране анализира се безбедносно окружење, идентификују се изазови, ризици и претње одбрани, дефинишу се одбрамбени интереси и политика одбране Републике Србије, и конципира се систем одбране и утврђује планирање и финансирање одбране. Као и Стратегија националне безбедности, и Стратегија одбране је јавно доступан документ преко којег се јавност упознаје са стратешким опредељењима Републике Србије у области одбране.
Најзначајнији допринос Стратегије одбране јесте прецизно дефинисање мисија и задатака Војске Србије, што је остало недоречено у Уставу (2006), али и у Закону о одбрани (2007) и Закону о Војсци Србије (2007). Овде треба напоменути да је још један политичко-доктринарни документ из периода Државне заједнице СЦГ дефинисао мисије Војске (СЦГ), а то је био Стратегијски преглед одбране СЦГ. 
Три мисије и пратећи задаци Војске Србије су:
1. одбрана Републике Србије од оружаног угрожавања споља (задаци: одвраћање од оружаног угрожавања, одбрана територије, одбрана ваздушног простора);
2. учешће у изградњи и очувању мира у региону и свету (задаци: учешће у међународној војној сарадњи, учешће у мултинационалним операцијама);
3. подршка цивилним властима у супротстављању претњама безбедности (задаци: помоћ цивилним властима у супротстављању унутрашњем угрожавању безбедности, тероризму, сепаратизму и организованом криминалу; помоћ цивилним властима у случају природних непогода и техничких и технолошких и других несрећа).

Стратегија одбране се састоји из осам поглавља: 
1. Безбедносно окружење;
2. Изазови, ризици и претње одбрани Републике Србије;
3. Одбрамбени интереси Републике Србије;
4. Политика одбране Републике Србије;
5. Систем одбране Републике Србије;
6. Ресурси одбране;
7. Планирање одбране;
8. Финансирање одбране.

Узимајући у обзир глобално и регионално окружење Републике Србије, Стратегија одбране препознаје одређене изазове, ризике и претње одбрани Републике Србије, који могу да се испољавају на три нивоа: глобалном, регионалном и националном. Препознати су следећи изазови, ризици и претње: агресија, оружана побуна, противправно једнострано проглашење независности Косова и Метохије, тероризам, сепаратизам, национални и верски екстремизам, организовани криминал, ванредне ситуације, сајбер претње (глава 2). 
Као виталне одбрамбене интересе Републике Србије, Стратегија одбране препознаје следеће (глава 3):
1. очување суверености, независности и територијалне целовитости Републике Србије и заштиту безбедности грађана;
2. изградњу поверења, унапређење безбедности и стабилности у региону;
3. сарадњу и партнерство са међународним безбедносним организацијама и институцијама демократских држава[8].

## Стратешки концепт одбране
Стратегијски ниво планирања одбране одговоран је за дефинисање и израду стратегијског концепта одбране, а најчешће зависи од процењених изазова, ризика и претњи безбедности, основних опредељења политике одбране и укупног схватања безбедности. У основи, стратешки концепт одбране изражава основне ставове државе о начину ангажовања расположивих ресурса (људских, материјалних, финансијских и др.) у очувању и заштити њених одбрамбених интереса. 
Стратегијски концепт одбране Републике Србије, као скуп ставова о начину ангажовања ресурса у очувању и заштити одбрамбених интереса, утврђује се на основу опредељења и циљева политике одбране и процене изазова, ризика и претњи безбедности, као и нове друштвене и међународне улоге одбрамбених потенцијала, а развија се према реалним могућностима. Основне стратегијске поставке одбране заснивају на примени концепта тоталне одбране, кроз интегрално ангажовање субјеката одбране и расположивих одбрамбених потенцијала. Други сегмент је партнерска и мултилатерална сарадња са другим државама и међународним организацијама и институцијама у одбрани и заштити одбрамбених интереса. Стратегијски концепт одбране представља основу за пројектовање система одбране Републике Србије.
За дефинисање употребе снага система одбране неопходан је јасан концепт одбране. На основу напред изнетог, под појмом концепта одбране Републике Србије подразумева се интегрално ангажовање снага и субјеката система одбране, расположивих ресурса одбране, као и партнерство и мултилатерална сарадња са другим државама и међународним организацијама и институцијама у одбрани и заштити одбрамбених интереса.
У Доктрини Војске Србије (2010) дефинисан је здружени оперативни концепт који представља основно опредељење о начину остваривања додељених мисија и извршавања задатака Војске Србије расположивим ресурсима одбране у конкретним геополитичким, економским, демографским, безбедносним, просторним, вре- менским и другим условима.
Суштина здруженог оперативног концепта јесте да ће „Војска Србије: у оружаном сукобу – одлучно бранити Републику Србију; у миру – употребом дела снага, у складу с одлукама Народне скупштине Републике Србије и председника Републике, пружати подршку цивилним властима у супротстављању претњама безбедности и, на партнерским основама с оружаним снагама других држава, учествовати у изградњи и очувању мира у региону и свету. У супротстављању претњама безбедности, Војска Србије ће својом организованошћу, опремљеношћу и оспособљеношћу и сарадњом с оружаним снагама окружења доприносити стварању повољног безбедносног окружења Републике Србије“.

### Плански документи система одбране Републике Србије
Основна планска документа која уређују функционисање система одбране јесу Дугорочни план развоја система одбране Републике Србије, Стратегијски преглед одбране Републике Србије и План одбране Републике Србије. 
Дугорочни план развоја система одбране јесте документ планирања одбране у којем се дефинишу стратегијска опредељења за развој система одбране Републике Србије, потребне способности Војске Србије, садржај и динамика организационих промена, развој људских и материјалних ресурса, финансирање система одбране и друга питања значајна за функционисање система одбране, у складу са мисијама и задацима у одбрани Републике Србије.
Стратегијски преглед одбране је полазни програмски документ којим су дефинисани средњорочно планирање одбране, управљање ресурсима и капацитетима одбране, изградња претпоставки за демократску цивилну контролу, професионализацију и ефикасност Војске Србије у извршавању додељених мисија и задатака.
План одбране Републике Србије један је од основних планских докумената у области одбране. План одбране Републике Србије усваја Влада на предлог Министарства одбране, а надлежност да нареди његово спровођење има председник Републике. Планом одбране се плански и координирано утврђују задаци државе и свих субјеката система, који треба да обезбеде складно функционисање Војске, МУП-а и осталих елемената одбране државе. План мобилизације и План употребе Војске Србије су плански документи које израђује Генералштаб Војске Србије, а усваја их председник Републике Србије, на предлог министра одбране. 
Оно што је заједничко за сва наведена документа јесте стратегијско опредељење Републике Србије да на све изазове, ризике и претње безбедности одговори јачањем своје одбрамбене моћи и чланством у међународним безбедносним организацијама и институцијама. Безбедносно ситуирање Републике Србије усмерено је ка европским интеграцијама у складу са спољнополитичким опредељењима.

### Војна неутралност
На основу Резолуције о заштити суверенитета, територијалног интегритета и уставног поретка коју је усвојила Народна скупштина Републике Србије, 26. децембра 2007. године, Република Србија је војно неутрална у односу на постојеће војне савезе, али је истом одлуком регулисано да се републичким референдумом овакво опредељење може и променити. Таква је позиција, међутим, не ограничава у погледу успостављања и развијања односа сарадње са другим међународним субјектима у области безбедности. Проглашење неутралности не значи да се земља одриче права на одбрану, које је данас гарантовано и Повељом Уједињених нација.
Прихватајући неутралност као безбедносно опредељење, Република Србија се определила да ће своју спољну политику, као и политику у сфери безбедности и одбране, водити самостално и у складу са својим могућностима и утицајем, доприносећи изградњи поверења и стабилности и безбедности, како у окружењу, тако и у региону и у свету. То подразумева успостављање и развијање свестраних економских, политичких и војних контаката, као и развијање добросуседских односа са државама у непосредном окружењу и региону.
Актуелна одлука о војној неутралности Србије никако не значи одсуство могућности сарадње са другим безбедносним структурама у свету, укључујући и НАТО. Бројни билатерални споразуми са најразличитијим државама у сфери одбране и безбедности, као и сарадња у оквиру програма Партнерство за мир, то најбоље доказују. Овај Програм не угрожава неутралност Републике Србије, већ оставља довољно простора да сарађује по политичко-војним питањима са НАТО, без повреде начела неутралности. 

### Концепт тоталне одбране
Одредбама Устава дате су надлежности Републици Србији у области уређења и обезбеђења одбране, суверенитета, независности, територијалне целовитости и безбедности државе. Опредељење Републике Србије за војну неутралност, као за безбедносни избор и гаранцију очувања и заштите њених одбрамбених интереса, имплицитно, повлачи за собом одредбу Стратегије одбране да је наш концепт одбране – концепт тоталне одбране.
Примена концепта тоталне одбране подразумева интегрисано ангажовање субјеката система одбране и одбрамбених потенцијала државе. По својој суштини он представља облик одбрамбено-безбедносног организовања не само државе у ужем смислу, него и друштва у целини. Коришћење свих потенцијала државе треба да буде усклађено са њеним финансијским могућностима. За развој концепта тоталне одбране посебно место припада планирању одбране и наставку реформских активности у систему одбране. Планирање одбране остварује се кроз планирање развоја система одбране и планирање употребе снага одбране.
Планирање развоја система одбране је сталан еволутиван процес који је одређен стратегијским усмерењима, подржан технолошким достигнућима и ограничен економским и политичким чиниоцима. У оквиру тог процеса значајно место припада планирању развоја Војске Србије заснованом на способностима. Планирањем развоја Војске заснованом на способностима утврђују се разлике између постојећих и потребних способности и начин превазилажења тих разлика кроз развој чинилаца оперативних и функционалних способности.
Планирање употребе снага одбране остварује се кроз израду планова одбране и планова употребе. Стратегија одбране Републике Србије представља полазни стратегијски документ на основу којег се планира употреба снага одбране.

## Односи моћи Републике Србије и других држава/јединица регионалног безбедносног поткомплекса Западни Балкан
На основу утврђених индексних вредности моћи намеће се више него очекиван закључак да су све државе/јединице регионалног безбедносног поткомплекса Западни Балкана мале државе. Такође донекле очекиван закључак је да су државе РБПКЗБ мање или више уједначене у односу на моћ којом располажу, односно да разлике у моћи нису толике да би се нека западнобалканска држава могла сматрати већом силом у односу на остале, па чак ни да се не може очекивати да ће нека о њих у ближој будућности постати значајнија сила у односу на остатак Западног Балкана. У погледу индексних вредности моћи у категорији која је везана за становништво, Србија има апсолутну предност по свим ндикаторима у односу на друге државе поткомплекса Западни Балкан (Табела 45.). 
Највећа предност Србије је у броју војног особља, где Србија, према преузетим вредностима из CIA World Factbook базе, има 52.000 активних припадника војске, док све остале земље заједно имају 61.144 припадника и где Србија има чак 170.000 резервиста у односу на 129.480 колико има остатак Западнобалканског поткомплекса. Занимљив податак је у вези са годишњим приливом војно способних на годишњем нивоу, где због негативног природног прираштаја јужнословенских народа, Албанци (Албанци у Албанији и Албанци на Косову) због позитивног природног прираштаја имају предност у односу на све остале, без обзира што у укупном броју становника нису најбројнији. Годишњи прилив војно способних Албанаца је 97.000 (62.000 у Албанији и 35.000 на Косову). 
Економски параметри су најзахвалнији за компарирање (Табела 46.). По овим индикаторима Србија и Хрватска су далеко испред свих других држава у поткомплексу, с том разликом што Хрватска има дупло већи спољни дуг од Србије. У погледу најважнијег економског параметра које се односи на војне буџете потребно је истаћи да све друге државе заједно немају колико Хрватска или Србија имају понаособ. Ипак и ове податке би требало анализирати у ширем контексту, односно било би добро међусобно укрштати па рецимо податак по којем Хрватска има 21.500 припадника активних војних снага у односу на 52.000 српских и где је хрватски војни буџет 0,958 милијарди долара, а српски 0,83 милијарде долара, то онда упућује на закључак да су хрватске војне снаге боље опремљене (модернијом/скупљом опремом), боље плаћене, боље увежбане итд.
Иако на основу података који су преузети из CIA World Factbook базе Хрватска и Србија имају доминантне капацитете моћи у односу на друге државе регионалног безбедносног поткомплекса Западни Балкан, потребно је нагласити да су у глобалним размерама то прилично скромни капацитети моћи. Хрватска и Србија се као водеће земље у региону налазе на 68. и 83. од укупно 126 држава чије се моћи компарирају, а ове позиције свакако не уливају наду да би Хрватска или Србија у догледно време могле постати регионалне силе.

## Стратегије великих сила

### Стратегија националне безбедности Руске Федерације из 2009. и 2015. године
Руска Федерација није имала документ који разрађује сва питања националне безбедности, све до 1997. године. До тада је постојала војна доктрина, под називом Основне поставке војне доктрине Руске Федерације из 1993. године. Највиши државни органи Руске Федерације, разматрајући питања националне безбедности и изградње њеног система, 1997. године донели су Концепцију националне безбедности Руске Федерације, први политички документ у новијој историји Русије који је изражавао државне ставове о безбедности руског друштва и државе. Концепција је допуњена и коригована почетком 2000. године, а исте године указом председника Владимира Путина утврђена је нова Војна доктрина Руске Федерације. 
Документ Концепције из 2000. године дефинише политику националне безбедности РФ као „систем погледа којим се у Русији осигурава безбедност личности, друштва и државе од спољних и унутрашњих угрожавања у свим сферама људске делатности”. Већ у првом делу Концепције наглашено је да је Русија у последњој деценији 20. века била у дефанзивној геополитичкој позицији, али од 2000. године почиње да гради националну безбедносну политику на другачијим премисама. То је политика која се ослања на вишевековну традицију руске државности. 
На усвајање нове стратегије 2009. године, под називом Стратегија националне безбедности Руске Федерације до 2020. године, утицали су различити фактори, а најзначајнији међу њима су рат са Грузијом, приближавање, односно појачана сарадња са партнерима НАТО-а Украјином, Грузијом и Узбекистаном, изградња система противракетне одбране и ометање енергетске сарадње између Русије и Европе - „гасна криза”.
Према Стратегији, односе Русије са НАТО-ом и даље одређује не прихватање ширења војне структуре алијансе ка руским границама, што уз покушај додељивања глобалне функције НАТО-у, представља кршење међународног права. У Стратегији се наводи да ће посебна пажња међународне политике, у дугорочној перспективи, „бити концентрисана на овладавање изворима енергетских ресурса”, и то на Блиском истоку, у подручју Баренцовог мора и других региона Арктика. Највећи део Стратегије дефинише националне интересе РФ, тј. области у којима се изграђује политика националне безбедности. Као стратегијски циљ, у остваривању националне безбедности у економској области, одређује се средњорочни задатак да Русија постане једна од пет првих земаља у свету према обиму бруто унутрашњег производа. Да би се то остварило неопходно је неутралисати основне претње националној безбедности у економској сфери.
Стратегијски циљеви у националној одбрани су „спречавање глобалних и регионалних ратова и конфликата, као и стратегијско одвраћање у интересу војне безбедности земље”. Стратегијско одвраћање се постиже узајамним политичким, војним, економским, информационим мерама на спречавању или снижавању претњи од других држава. Основна снага за остваривање националне безбедности Русије су оружане снаге. У складу са постојећом Стратегијом објављена је и нова војна доктрина 2010. године која је дала нагласак на очувању статуса Русије као нуклеарне силе, уз предвиђену могућност превентивног нуклеарног удара према државама које намеравају да изврше агресију на Русију. Без обзира што доктрина из 2010. године има антинатовски карактер, још увек оставља простора за сарадњу са НАТО-ом. Реалност, пак, говори другачије да НАТО делује самостално и да сарадња са Русијом остаје само у домену докумената, дакле теорије. У Војној доктрини из 2014. године НАТО се први пут јасно одређује као противник, а проширивање НАТО-а новим чланицама и ширење његове инфраструктуре ка границама Русије као директна војна претња Москви.
У контексту националне одбране, у новој Стратегији наглашава се потреба развоја и имплементације „…међузависних политичких, војних, војно-техничких, дипломатских, економских, информационих и других мера…” како би се осигурало стратегијско одвраћање и превенција оружаних сукоба28, при чему се инсистира на свеобухватном ангажовању свих елемената система националне безбедности Руске Федерације.

### Европска стратегија безбедности - „Безбедна Европа у бољем свету” из 2003.
Стратегија се састоји из три главна дела: 
1. Безбедносно окружење - Глобални изазови и Главне претње;
2. Стратешки циљеви - Бављење претњама, Изградња безбедности у нашем суседству и Међународни поредак заснован на делотворном мултилатерализму;
3. Политичке импликације за Европу - Бити активнији, Бити способнији, Бити кохерентнији и Сарадња са партнерима.

Постхладноратовско окружење обележено је све већом отвореношћу граница у коме се нераскидиво повезују унутрашњи и спољни аспекти безбедности. Токови трговине и инвестиција, развој технологије и ширење демократије донели су слободу и напредак многим људима. Други су доживели глобализацију као узрок разочарања и неправде. Такође, овакви догађаји су отворили простор недржавним групама да играју улогу у међународним односима. Они су, такође, увећали европску зависност – а самим тим и рањивост – од једне међусобно повезане инфраструктуре на пољу транспорта, енергетике, информатике, итд. Од 1990. године, скоро 4 милиона људи погинуло је у ратовима, а 90% њих били су цивили. Као последица сукоба, преко 18 милиона људи широм света напустило је своје домове. У већем делу земаља у развоју, сиромаштво и болест узрокују неописиву патњу и изазивају озбиљне безбедносне проблеме. Скоро 3 милијарде људи, пола светског становништва, живи од мање од 2 Евра дневно. Сваке године, 45 милиона људи умире од глади и неухрањености. АИДС је данас једна од најразорнијих пандемија у људској историји, и фактор који доприноси престанку функционисања друштава. Нове болести могу се брзо ширити и постати глобална претња. Суб-Сахарска Африка је сиромашнија сада него што је била пре 10 година. У многим случајевима, економски неуспех повезан је са политичким проблемима и насилним сукобима.
Безбедност је предуслов развоја. Сукоби не само да уништавају инфраструктуру, укључујући и друштвену инфраструктуру, већ и подстичу криминал, одбијају инвестиције, и онемогућују нормалну економску делатност. Многе државе и региони ухваћени су у круг сукоба, несигурности и сиромаштва. Извесно је да ће надметање за природне ресурсе – посебно воду – која ће током наредних деценија бити оптерећена глобалним загревањем, створити даље немире и миграциона кретања у разним деловима света. 
Енергетска зависност посебна је брига за Европу. Европа је највећи светски увозник нафте и гаса. Данас се увозом обезбеђује око 50% потрошње енергије, док ће 2030. године достићи ниво од 70%. Највише енергената увози се из региона Персијског залива, Русије и северне Африке.
Агресија великих размера против било које од држава чланица је мало вероватна у овом тренутку. Уместо тога, Европа се суочава са новим претњама које су разноврсније, мање уочљиве и мање предвидиве.
Као главне претње наводе се:
1. Тероризам 
2. Пролиферација оружја за масовно уништење (ОМУ)
3. Регионални сукоби
4. Неуспех држава
5. Организовани криминал
Узимајући све ове различите елементе заједно – тероризам који производи највеће насиље, доступност ОМУ , организовани криминал, слабљење државних система и приватизација силе – заиста можемо бити суочени са веома радикалном претњом.
На крају овог документа је наведено да је ово „свет нових опасности, али такође и нових могућности. Европска унија има потенцијал да може значајно допринети супротстављању претњама, али и помоћи у остваривању могућности. Активна и способна Европска унија имала би одговарајући утицај на глобалном нивоу. На тај начин, допринела би једном делотворном мултилатералном систему, који би водио ка праведнијем, сигурнијем и уједињенијем свету”.

### Позиција Републике Србије у односу на стратегије великих сила
Савремено окружење Републике Србије превасходно је одређено, са једне стране измењеном европском безбедносном архитектуром и процесом приступања Европској унији, а са друге, нерешеним унутрашњим проблемом противправног проглашења самосталности Косова и Метохије. У том погледу, војна неутралност Републике Србије представљаће најзначајније политичко питање друге деценије 21. века. Изазов који се поставља пред Републику Србију је изградња концепта војне неутралности и његово усаглашавање са Заједничком спољном и безбедносном политиком Европске уније Архивирано на веб-сајту  (18. децембар 2018).
У геостратегијском смислу, Србија и Балкан нашли су се у оквиру евроатлантске сфере утицаја, односно „иза лимеса” када је у питању евроазијатство, поготово у периоду након уласка Бугарске и Румуније у НАТО 2004. године. Целокупан српски етнички простор нашао се у потпуности окружен НАТО чланицама, а тај процес завршен је уласком Албаније и Хрватске у Северноатланску Алијансу, 2009. године. Наведени процес имао је неколико директних безбедносних последица по све државе Балкана, укључујући и Републику Србију, те разматрање овог питања може бити од значаја за даље њено стратешко позиционирање у Европи.
Избијање регионалног оружаног сукоба, као и значајније погоршање безбедносне ситуације у региону мало је вероватно. Највећи изазови стабилности региона су: пита- ње статуса Косова и Метохије и покушај ревизије Дејтонског споразума, супротно интересима било ког од конститутивних народа Босне и Херцеговине. Неповољан развој ситуације у вези са решавањем статуса Косова и Метохије, прерастање тзв. Косовских снага безбедности у „Војску Косова”, као и евентуално повлачење КФОР са територије Косова и Метохије, захтевало би од Републике Србије предузимање додатних мера безбедности и остваривало растући негативан утицај на њену безбедност.
Република Србија определила се за војну неутралност као безбедносно опредељење. У савременом окружењу, Војна неутралност Републике Србије је препозната као концепт који обезбеђује да се на најбољи начин штите суверенитет, територијални интегритет и уставни поредак. То између осталог, подразумева успостављање и развијање свестраних економских, политичких и војних контаката, као и добросуседских односа са државама у непосредном окружењу и региону. Тежиште је на развијању уравнотежених односа са великим силама са циљем заштите националних интереса, али без везивања или приклањања било којој страни. Партнерство за мир и војна неутралност су довољан оквир за даљи стабилан, рационалан и уравнотежен развој државе Србије, њене одбране и међународне сарадње.
Република Србија определила се за војну неутралност као безбедносно опредељење. У савременом окружењу, Војна неутралност Републике Србије је препозната као концепт који обезбеђује да се на најбољи начин штите суверенитет, територијални интегритет и уставни поредак. То између осталог, подразумева успостављање и развијање свестраних економских, политичких и војних контаката, као и добросуседских односа са државама у непосредном окружењу и региону. Тежиште је на развијању уравнотежених односа са великим силама са циљем заштите националних интереса, али без везивања или приклањања било којој страни. Партнерство за мир и војна неутралност су довољан оквир за даљи стабилан, рационалан и уравнотежен развој државе Србије, њене одбране и међународне сарадње.
Република Србија, у оквиру своје европске спољнополитичке оријентације и прокламоване војне неутралности, као стратешког опредељења, дефинисала је унапређење и развијање сарадње у сфери безбедности, која се реализује кроз активан и ефикасан однос према регионалним и међународним напорима за изградњу повољног безбедносног окружења. Поред учешћа државе у регионалним безбедносним иницијативама из области одбране у региону, такође, Војска Србије је укључена у велики број активности у оквиру мултинационалних вежби у региону. Питање војне неутралности Србије је истовремено и питање њене даље политичке и економске будућности. Како и за кога се определити? Може ли Србија да избегне интеграцију у најмоћнију војну алијансу на свету, и шта је чека ако ипак пристане да буде њен члан? Хоће ли Србија истовремено моћи да одржава избалансиране односе са САД, Руском Федерацијом, Европском унијом и Кином, то јест са њена прокламована четири стуба спољне политике? Чини се да је најгора опција status quo неодређене српске политике, негде између војно неутралне државе и државе жељне да се интегрише у европске, па и у евроатлантске институције.
Може се рећи да се Србија налази у веома сложеним геополитичким и геостратегијским условима, који се, поред осталог, огледају у следећем: у постепеној али сигурној подели света на два глобална дела, сваки са својим центрима моћи (западни са САД и ЕУ и источни са Кином, Русијом и Индијом), и постојању Србије између њих, а сваки сукоб између њих имао би утицаја на безбедност и положај Србије; нестабилном стању на југозападном делу Балкана, са Србијом у центру тог суб региона.